# Gorgoniidae
A Gorgoniidae a virágállatok (Anthozoa) osztályának a szarukorallok (Alcyonacea) rendjébe, ezen belül a Holaxonia alrendjébe tartozó család.
A WoRMS adatai szerint 265 elfogadott faj tartozik ebbe a korallcsaládba.

## Rendszerezés
A családba az alábbi 19 nem tartozik:
- Adelogorgia Bayer, 1958 - 2 faj
- Antillogorgia Bayer, 1951 - 11 faj
- Eugorgia Verrill, 1868 - 15 faj
- Eunicella Verrill, 1869 - 36 faj
- Filigorgia Stiasny, 1937 - 4 faj
- Gorgonia Linnaeus, 1758 - 19 faj; típusnem
- Guaiagorgia Grasshoff & Alderslade, 1997 - 1 faj
- Hicksonella Nutting, 1910 - 3 faj
- Leptogorgia Milne Edwards, 1857 - 106 faj
- Lophogorgia Milne Edwards, 1857 - 1 faj
- Olindagorgia Bayer, 1981 - 1 faj
- Pacifigorgia Bayer, 1951 - 35 faj
- Phycogorgia Milne Edwards & Haime, 1850 - 1 faj
- Phyllogorgia Milne Edwards & Haime, 1850 - 1 faj
- Pinnigorgia Grasshoff & Alderslade, 1997 - 3 faj
- Pseudopterogorgia Kükenthal, 1919 - 9 faj
- Pterogorgia Ehrenberg, 1834 - 13 faj
- Rumphella Bayer, 1955 - 3 faj
- Tobagogorgia Sanchez, 2007 - 1 faj